# Габријел Мартинели
Габријел Теодоро Мартинели Силва (порт. Gabriel Teodoro Martinelli Silva; 18. јун 2001) професионални је бразилски фудбалер који игра на позицији нападача, а може да игра и као крило. Тренутно наступа за Арсенал и репрезентацију Бразила.

## Клупска каријера

### Арсенал
Мартинели је потписао дугогодишњи уговор са Арсеналом 2. јула 2019. године. У Премијер лиги дебитовао је 11. августа 2019. године против Њукасла. Мартинели је 24. септембра постигао два гола у свом првом такмичарском старту за клуб у победи од 5:0 над Нотингем Форестом у Лига купу. Већ у наредној утакмици на којој је наступао је поново постигао два поготка против Стандарда у Лиги Европе. У четвртом колу Лига купа 30. октобра, Мартинели је још једном блистао у ремију од 5:5 са Ливерпулом, а такође је постигао и гол у извођењу пенала, где је Арсенал на крају изгубио. Тако је постао први играч који је постигао четири гола у своја прва четири старта од Ијана Рајта.
Дана 21. јануара 2020. године Мартинели је постигао гол у ремију од 2:2 у гостима против Челсија. Мартинели је претрчао скоро читав терен да би на крају успешно сместио лопту у мрежу Кепе Аризабалаге. Навијачи клуба су касније прогласили гол за Арсеналов гол сезоне. Дана 27. новембра 2021. године постигао је гол из волеја на асистенцију Такехира Томијасуа против Њукасл јунајтеда. Још један леп гол из волеја постигао је у победи у гостима од 3:2 над Вотфордом. Овога пута асистент је био Александар Лаказет.
Мартинели је 5. августа 2022. постигао гол за Арсенал у њиховој победи од 2:0 у гостима против Кристал Паласа, чиме је постао први Бразилац који је постигао гол на почетку сезоне у Премијер лиги. Већ у наредном колу је постигао гол са дистанце против Лестера од 4:2. Дана 9. октобра 2022. је у првом минуту меча са Ливерпулом постигао гол на асистенцију Мартина Едегора.

## Трофеји
Арсенал
- ФА куп: 2019/20.
- ФА Комјунити шилд: 2023.

Бразил до 23
- Летње олимпијске игре: 2020.